# Капот NACA

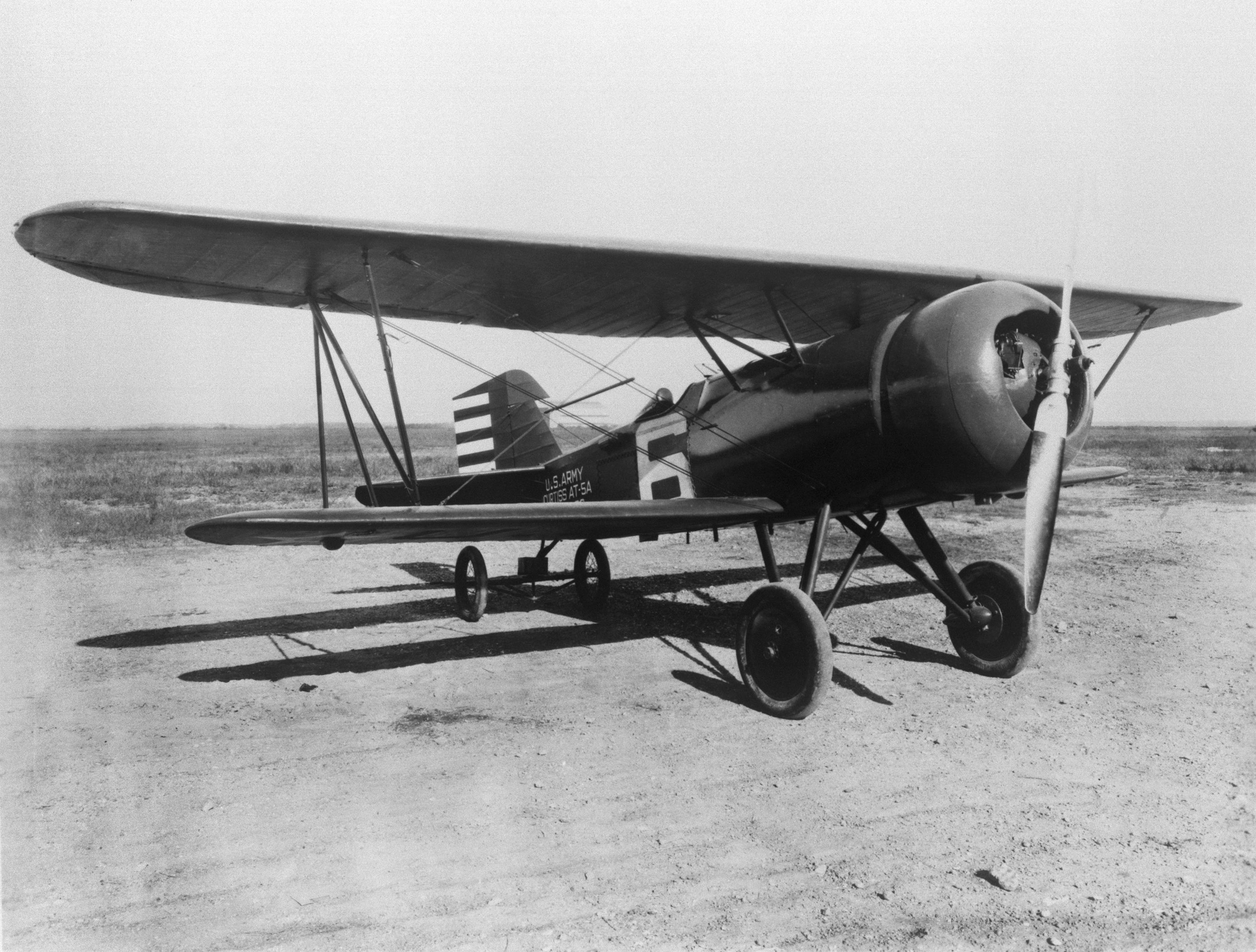
Curtiss AT-5A Hawk з капотом NACA у Лабораторії аеронавтики імені Ленглі, жовтень 1928

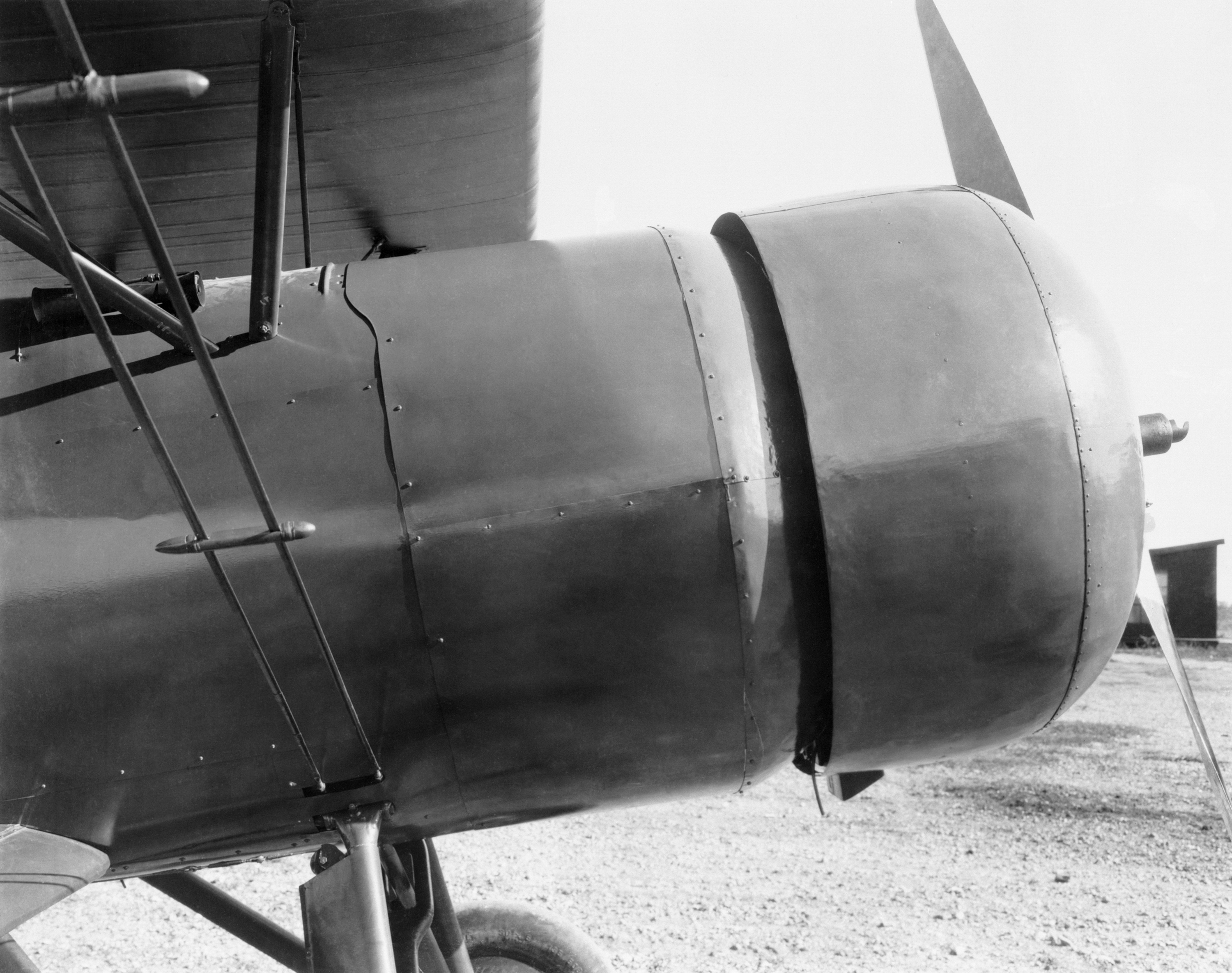
Капот NACA на літаку Curtiss AT-5A.

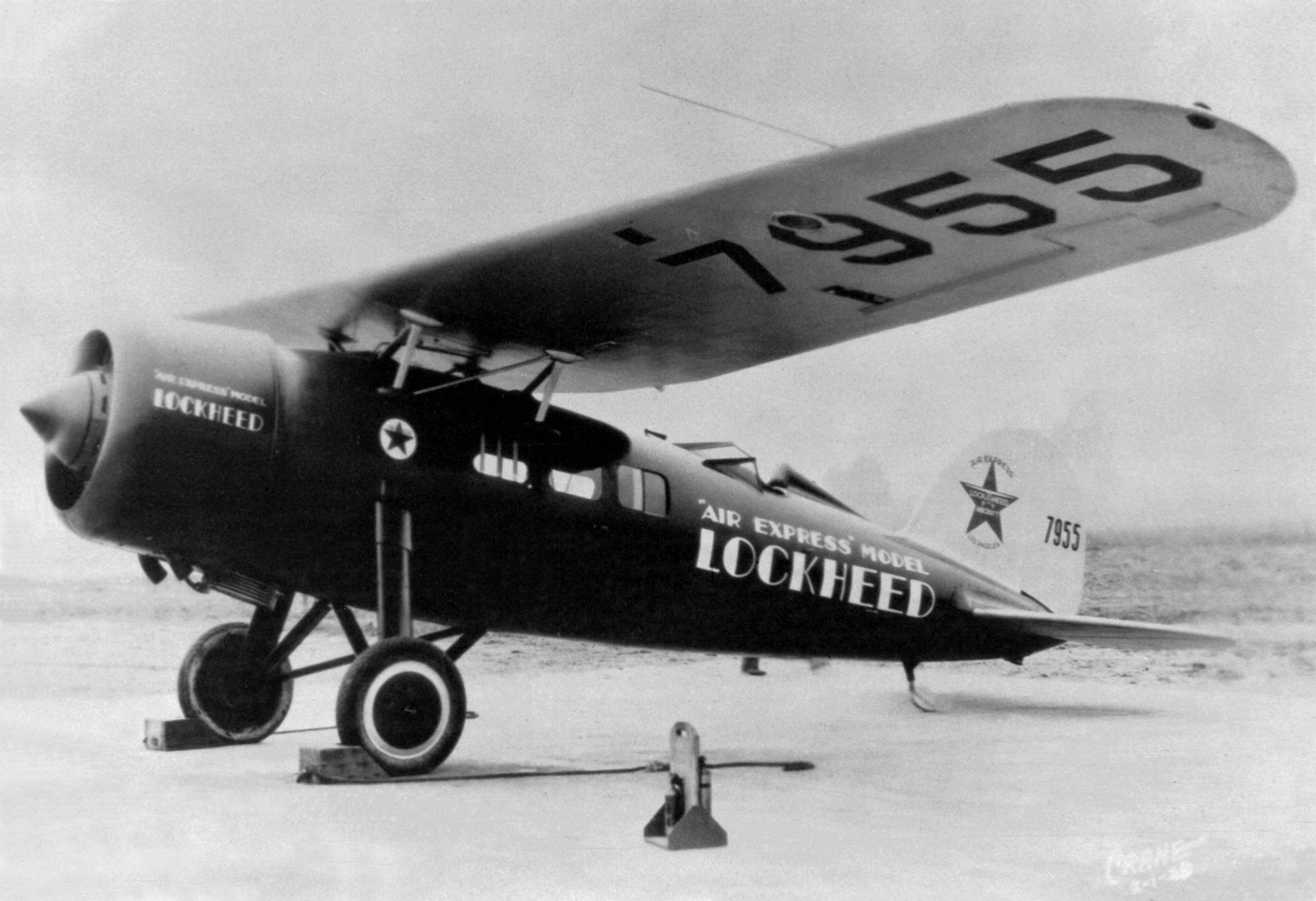
Lockheed Vega Air Express — перший літак, серійно оснащений капотом NACA, 1929

Капо́т NACA (англ. NACA cowling) — різновид аеродинамічного обтічника для авіаційних радіальних поршневих двигунів, розроблений у США Національним консультативним комітетом з повітроплавання (англ. NACA — НАКА) у 1927 році. Це було великим досягненням у вирішенні проблеми зниження аеродинамічного опору, що багатократно окупило затрати на розробку і впровадження завдяки зростанню економії палива.

## Передумови винаходу
У 1920-ті роки в авіації широко використовувалися зіркоподібні двигуни повітряного охолодження. Завдяки застосуванню нових матеріалів і покращенню форми ребристості циліндрів вдалося створити стаціонарні двигуни великої потужності — понад 500 к.с. У порівнянні з двигунами водяного охолодження вони мали меншу питому вагу, простішу конструкцію і були дешевшими. Недоліком двигунів повітряного охолодження був великий аеродинамічний опір через виступання у потік малообтічних ребристих циліндрів та зростання міделя такого мотора.

## Історична довідка
У 1927 році співробітник Національної фізичної лабораторії (англ. National Physical Laboratory, NPL) у Великій Британії доктор Юбер Тауненд (англ. Hubert Townend) займався вивченням обтічності тіл, типу фюзеляжу-монокока чи корпуса дирижабля. Він виявив, що при розташуванні кільцевої поверхні біля передньої частини дослідного тіла сумарний аеродинамічний опір зменшується. При проходженні через кільце, потік прискорювався, а збільшення швидкості обтікання перешкоджало передчасному відриву потоку та утворенню вихорів. На основі цього дослідження він розробив конструкцію обтічника циліндрів зіркоподібного двигуна у формі вузького кільця, яке отримало назву «кільце Тауненда».
Одночасно з Таунендом вивченням найкращої форми обтічника для авіаційного двигуна повітряного охолодження займався американський експериментатор Фред Вейк (англ. Fred E. Weick). У результаті дослідів у натурній аеродинамічній трубі в одному з наукових центрів NACA у 1927 році він знайшов форму капота, яка дозволяла майже удвічі зменшити лобовий опір двигуна. Цей тип капота здобув популярність як капот NACA. На відміну від кільця Тауненда, він повністю закривав двигун.
Капотування двигунів повітряного охолодження дозволило зменшити коефіцієнт лобового опору силової установки до величини того ж порядку, що і на двигунах з водяним охолодженням. Це і зумовило переважне використання зіркоподібних двигунів повітряного охолодження в авіації у 1930-і роки.

## Використання
Капот NACA відігравав більшу роль, ніж просто пристрій спрямування потоку повітря. При його встановленні покращувалося охолодження двигуна, зростала швидкість польоту за рахунок зниження опору і використання тепла двигуна для створення тяги. Обтічник мав осесиметричний, аеродинамічний профіль, на відміну від лінійного профілю крила.
Після сотень дослідів, у технічній записці NACA Ф. Вейк у листопаді 1928 року опублікував переконливі результати. Тоді ж, Лабораторія аеронавтики імені Ленглі придбала винищувач-біплан Curtiss Hawk AT-5A і обладнала його капотом навколо радіального двигуна. Результати були вражаючими. Попри зростання ваги, максимальна швидкість літака підскочила із 190 до 220 км/год, тобто на 16%.
Переваги капота NACA отримали загальне визнання в наступному році, коли Френк Хоукс (англ. Frank Hawks), відомий льотчик-трюкач та повітряний гонщик після оснащення капотом NACA моноплана Lockheed Air Express компанії Lockheed Corporation встановив новий рекорд безпосадочного перельоту між Лос-Анджелесом та Нью-Йорком з часом 18 годин і 13 хвилин. Капот забезпечив зростання швидкості літака із 250 до 285 км/год. Після завершення польоту компанія Lockheed надіслала до комітету NACA
Телеграму з наступним текстом: «Рекорд був би неможливим без нового капота. Усі заслуги належать NACA за їх копіткі і точні дослідження». Використання капота NACA оцінюється економічним ефектом у 5 мільйонів доларів, що перевищувало сумарні асигнування NACA від його створення і до 1928 року.
NACA капот спрямовує потік холодного повітря через найгарячіші точки двигуна (циліндри та головки циліндрів). Крім того, турбулентність потоку після проходження зони циліндрів суттєво знижувалась. Сумарно усі ці ефекти знижували аеродинамічний опір двигуна майже на 60%. Такі висновки було зроблено на основі різних типів радіально-поршневих двигунів, які оснащувались капотами, починаючи від 1932 року.
При спробі використання капота на багатомоторних літаках конструктори з'ясували, що такий захід практично не впливає на аеродинамічні показники машини. Проведені досліди в аеродинамічних трубах показали, що капотування дає позитивний ефект лише коли двигун розташований на носі фюзеляжу або на передній крайці крила. До середини 1930-х років капоти NACA стали обов'язковою частиною конструкції військових та пасажирських літаків з двигунами повітряного охолодження. Завдяки цьому швидкість польоту у середньому зросла на 6…10%.